# آلن هلفریچ
آلن هلفریچ (انگلیسی: Alan Helffrich; ۷ اوت ۱۹۰۰ – ۳ فوریهٔ ۱۹۹۴) دونده اهل ایالات متحده آمریکا بود.